# Бюшар, Гюстав
Гюстав Жан Арман Бюшар (фр. Gustave Jean Armand Buchard, 17 февраля 1890 — 18 февраля 1977) — французский фехтовальщик-шпажист, призёр Олимпийских игр. Старший брат известного фехтовальщика Жоржа Бюшара.

## Биография
Родился в 1890 году в Гавре. В 1920 году принял участие в Олимпийских играх в Антверпене, где стал обладателем бронзовых медалей в фехтовании на шпагах в личном и командном первенствах.